# سانتو لوسورجیو
سانتو لوسورجیو (به ایتالیایی: Santu Lussurgiu) یک کومونه در ایتالیا است که در استان اریستانو واقع شده‌است. سانتو لوسورجیو ۹۹٫۸ کیلومتر مربع مساحت و ۲٬۴۷۱ نفر جمعیت دارد و ۵۰۳ متر بالاتر از سطح دریا واقع شده‌است.